# Pheidole tethepa
Pheidole tethepa är en myrart som beskrevs av Wilson 1985. Pheidole tethepa ingår i släktet Pheidole och familjen myror. Inga underarter finns listade i Catalogue of Life.